# Notitia dignitatum
Notitia dignitatum, a 4. század végén keletkezett római hivatali jegyzék. A lista a birodalom összes udvari, polgári és katonai hivatalait sorolja fel, és fontos adatokat szolgáltat a Római Birodalom statisztikájára vonatkozóan.